# Contribución al problema de la vivienda
Contribución al problema de la vivienda (en alemán: Zur Wohnungsfrage) fue una reimpresión de tres artículos escritos por el filósofo y sociólogo Friedrich Engels y publicados originalmente en el periódico Der Volkstaat de Leipzig entre 1872 y 1873.
La obra fue desarrollada en un contexto sobre la escasez de viviendas disponibles para los trabajadores en los principales centros industriales de Alemania. El país comenzaba a figurar en el orden económico mundial al ser partícipe de la industrialización y la concentración de capital, entiéndase, la transición de la manufactura y la pequeña producción hacia la gran industria que transformaría completamente la geografía urbana de la Alemania del siglo XIX. Esta transición es conocida en la historia como la Revolución Industrial.
El punto central de Engels era que la política de clase revolucionaria del proletariado no puede ser sustituida por una política de reformas. Abogó por la desmercantilización de la vivienda que solo "mediante la abolición del modo de producción capitalista, se hace posible la solución de la cuestión de la vivienda”. Criticó las soluciones de los proudhonianos y socialistas pequeñoburgués en general, incluido el lassalleanismo.

## Argumento
La Revolución Industrial alemana trajo consigo los mismos avances comunes que a sus pares europeos: masificación de bienes y servicios, desarrollo general de las fuerzas productivas, nuevas tecnologías, etc. Sin embargo, trajo también los mismos males, que a diferencia del primer caso, sólo afectarían negativamente a la clase trabajadora. Entre ellos podemos destacar la proletarización de las clases sociales intermedias, el abandono de los campos, las extensas jornadas laborales para hombres, niños y ancianos por igual; y por supuesto, la situación precaria de la vivienda.

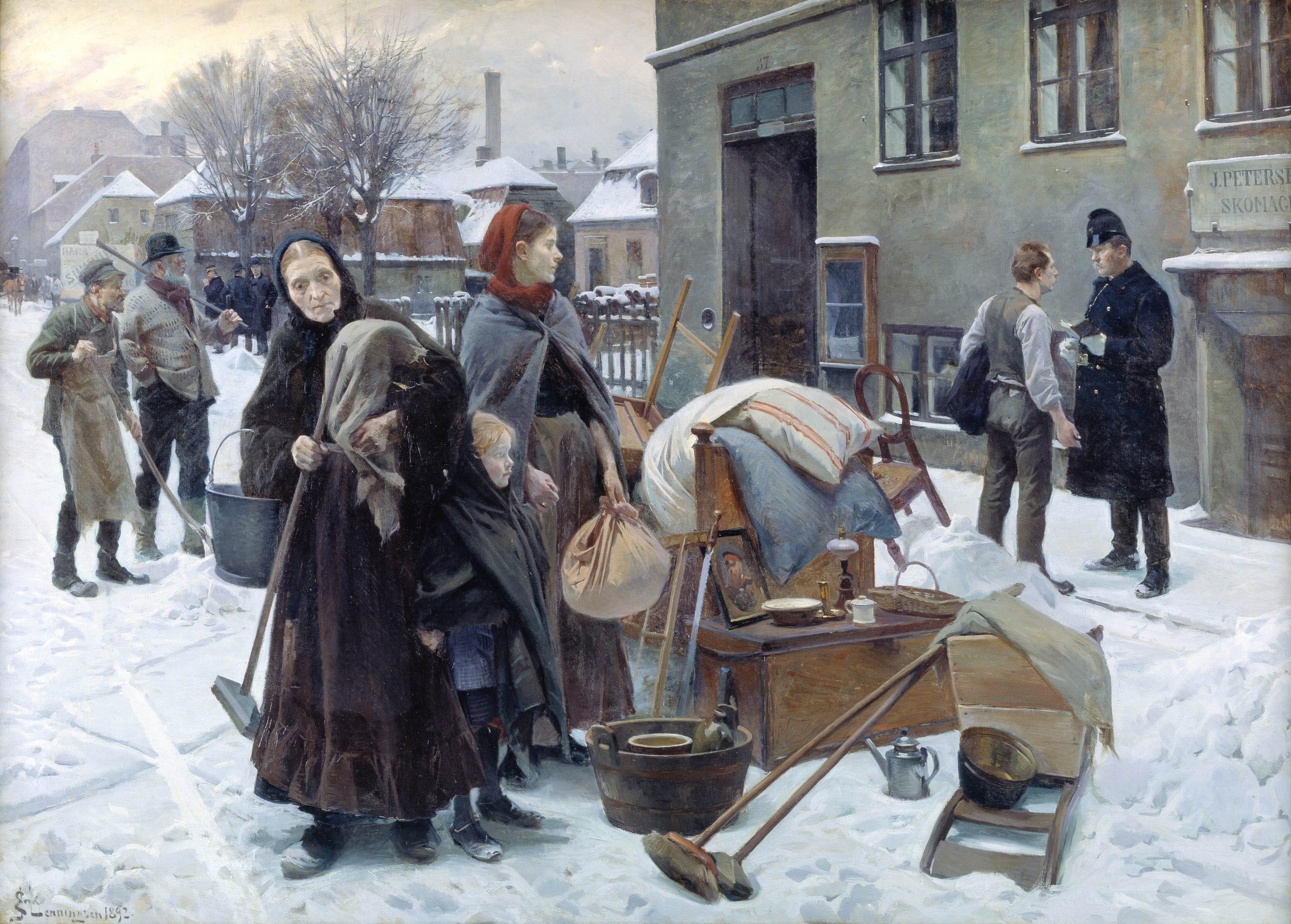
Desahuciado por Erik Henningsen (1892)

Fue entonces cuando comienza el problema del que trata esta obra tal como lo conocemos hoy en día. Ello principalmente por la masiva afluencia de familias enteras buscando una mejor calidad de vida hacia a las ciudades que no fueron diseñadas para albergar grandes fábricas y sufrir un transformación tan repentina. El autor explica que tal situación sucedía en ciudades anteriores a la revolución industrial como Berlín, Londres, París o Viena, pero que en aquellas regiones en donde fue planificado un urbanismo orientado a la construcción de grandes fábricas, la penuria de la vivienda era casi desconocida, este sería el caso de ciudades como Leeds, Manchester o Bradford, que fueron concebidas desde un principio como centros industriales.
Al surgimiento de este dramático síntoma social, que ya existía pero no era visible para los más afortunados, surgieron múltiples propuestas que supusieron la contraposición del socialismo científico con lo que este denomina como socialismo burgués, particularmente el desarrollado por Pierre-Joseph Proudhon.
Engels rechaza la comparación del el arrendador o propietario y el inquilino con el burgués y el proletario, porque esta última produce plusvalor mientras que la primera es solo "una sencilla venta de mercancía", aun si el inquilino "ha de comprar este crédito al mismo arrendador a un precio usurario y en forma de un aumento del alquiler". En consecuencia, "la vivienda depende de la acumulación de rendimientos mediante la desposesión de los inquilinos y mediante la aparición de capital ficticio, lo que conduce a una situación en la que el precio de mercado de una casa supera significativamente su valor de cambio". Engels también observó que los alquileres en las grandes ciudades dan a sus terrenos "un valor artificial" que en los barrios céntricos es "desmesuradamente elevado", cuyos edificios "no corresponden a las nuevas condiciones, y son derribados para reemplazarlos por nuevos edificios". Jacobin escribió que esto resuena con los desarrollos actuales donde los edificios del centro de la ciudad están amenazados con la demolición. Como resultado "los obreros van siendo desplazados del centro a la periferia". También describió lo que hoy en día se denomina gentrificación en relación a las transformaciones de París durante el Segundo Imperio de Georges-Eugène Haussmann.
Engels abogó por la desmercantilización de la vivienda que solo "mediante la abolición del modo de producción capitalista, se hace posible la solución de la cuestión de la vivienda”. Criticó las soluciones de los proudhonianos y socialistas pequeñoburgués en general, incluido el lassalleanismo.